# KBS 뉴스 6
《KBS 뉴스 6》는 KBS 2TV에서 2023년 5월 29일부터 2024년 5월 16일까지 방송했던 저녁 메인 뉴스 프로그램이었다.

## 개요
- KBS 6시 뉴스로 읽는다.
- 곧이어 멘트는 KBS 뉴스 6으로 그대로 읽고 앵커 멘트는 KBS 6시 뉴스로 읽는다.

## 방송 시간

### 평일
| 방송 채널 | 방송 기간                           | 방송 시간                                       |
| --------- | ----------------------------------- | ----------------------------------------------- |
| KBS 2TV   | 1980년 12월 1일 ~ 1981년 1월 30일   | 평일 저녁 8시 ~ 8시 30분 (30분)                 |
| KBS 2TV   | 1981년 2월 2일 ~ 1981년 4월 3일     | 평일 저녁 7시 ~ 7시 30분 (30분)                 |
| KBS 2TV   | 1981년 4월 6일 ~ 1981년 9월 4일     | 평일 저녁 6시 30분 ~ 7시 (30분)                 |
| KBS 2TV   | 1981년 9월 7일 ~ 1982년 1월 22일    | 평일 저녁 6시 ~ 6시 20분 (20분)                 |
| KBS 2TV   | 1982년 9월 20일 ~ 1983년 3월 25일   | 평일 저녁 7시 ~ 7시 40분 (40분)                 |
| KBS 2TV   | 1987년 3월 2일 ~ 1989년 10월 1일    | 월요일 ~ 목요일 밤 10시 50분 ~ 11시 10분 (20분) |
| KBS 2TV   | 1989년 10월 5일 ~ 1990년 10월 26일  | 평일 밤 10시 30분 ~ 10시 50분 (20분)            |
| KBS 2TV   | 1991년 4월 29일 ~ 1991년 5월 17일   | 평일 밤 10시 30분 ~ 10시 50분 (20분)            |
| KBS 2TV   | 1990년 10월 29일 ~ 1991년 4월 26일  | 평일 밤 10시 35분 ~ 10시 55분 (20분)            |
| KBS 2TV   | 1991년 5월 20일 ~ 1991년 10월 4일   | 평일 밤 10시 40분 ~ 11시 5분 (25분)             |
| KBS 2TV   | 1991년 10월 7일 ~ 1992년 4월 3일    | 평일 밤 11시 ~ 11시 10분 (10분)                 |
| KBS 2TV   | 1992년 4월 6일 ~ 1992년 10월 2일    | 평일 밤 10시 30분 ~ 10시 55분 (25분)            |
| KBS 2TV   | 1993년 10월 18일 ~ 1994년 2월 18일  | 평일 밤 10시 30분 ~ 10시 55분 (25분)            |
| KBS 2TV   | 1992년 10월 5일 ~ 1993년 4월 30일   | 평일 밤 10시 40분 ~ 10시 55분 (15분)            |
| KBS 2TV   | 1993년 5월 3일 ~ 1993년 10월 15일   | 평일 밤 10시 20분 ~ 10시 45분 (25분)            |
| KBS 2TV   | 1994년 2월 21일 ~ 1994년 10월 7일   | 평일 저녁 8시 ~ 8시 30분 (30분)                 |
| KBS 2TV   | 1997년 3월 3일 ~ 1997년 10월 17일   | 평일 저녁 8시 ~ 8시 30분 (30분)                 |
| KBS 2TV   | 2009년 4월 20일 ~ 2009년 10월 16일  | 평일 저녁 8시 ~ 8시 30분 (30분)                 |
| KBS 2TV   | 1994년 10월 10일 ~ 1996년 3월 1일   | 평일 저녁 8시 ~ 8시 25분 (25분)                 |
| KBS 2TV   | 1998년 10월 12일 ~ 1999년 4월 30일  | 평일 저녁 8시 ~ 8시 25분 (25분)                 |
| KBS 2TV   | 1996년 3월 4일 ~ 1996년 10월 11일   | 평일 저녁 8시 ~ 8시 20분 (20분)                 |
| KBS 2TV   | 1996년 10월 14일 ~ 1997년 2월 28일  | 평일 저녁 8시 ~ 8시 15분 (15분)                 |
| KBS 2TV   | 1997년 10월 20일 ~ 1997년 11월 21일 | 평일 저녁 8시 ~ 8시 15분 (15분)                 |
| KBS 2TV   | 1997년 11월 24일 ~ 1998년 1월 2일   | 평일 저녁 7시 40분 ~ 8시 (20분)                 |
| KBS 2TV   | 1998년 1월 5일 ~ 1998년 2월 13일    | 평일 저녁 7시 35분 ~ 7시 55분 (20분)            |
| KBS 2TV   | 1998년 2월 16일 ~ 1998년 6월 12일   | 평일 저녁 8시 25분 ~ 8시 45분 (20분)            |
| KBS 2TV   | 1998년 6월 15일 ~ 1998년 10월 9일   | 평일 저녁 8시 20분 ~ 8시 40분 (20분)            |
| KBS 2TV   | 1999년 5월 3일 ~ 2000년 4월 28일    | 평일 저녁 8시 ~ 8시 50분 (50분)                 |
| KBS 2TV   | 2007년 11월 5일 ~ 2008년 3월 28일   | 평일 저녁 8시 ~ 8시 50분 (50분)                 |
| KBS 2TV   | 2000년 5월 1일 ~ 2001년 11월 2일    | 평일 저녁 8시 ~ 8시 45분 (45분)                 |
| KBS 2TV   | 2005년 10월 31일 ~ 2007년 4월 27일  | 평일 저녁 8시 ~ 8시 45분 (45분)                 |
| KBS 2TV   | 2001년 11월 5일 ~ 2002년 10월 25일  | 평일 저녁 7시 ~ 7시 45분 (45분)                 |
| KBS 2TV   | 2002년 10월 28일 ~ 2005년 10월 28일 | 평일 저녁 8시 ~ 8시 40분 (40분)                 |
| KBS 2TV   | 2007년 4월 30일 ~ 2007년 11월 2일   | 평일 저녁 8시 ~ 8시 40분 (40분)                 |
| KBS 2TV   | 2008년 11월 17일 ~ 2009년 4월 17일  | 평일 저녁 8시 ~ 8시 40분 (40분)                 |
| KBS 2TV   | 2008년 3월 31일 ~ 2008년 11월 14일  | 평일 저녁 6시 ~ 6시 30분 (30분)                 |
| KBS 2TV   | 2009년 10월 20일 ~ 2010년 5월 7일   | 평일 저녁 8시 ~ 8시 35분 (35분)                 |
| KBS 2TV   | 2016년 7월 25일 ~ 2017년 4월 2일    | 매일 저녁 6시 ~ 6시 35분 (35분)                 |
| KBS 2TV   | 2017년 4월 3일 ~ 2020년 7월 5일     | 매일 저녁 6시 ~ 6시 30분 (30분)                 |
| KBS 2TV   | 2020년 7월 6일 ~ 2023년 5월 28일    | 매일 저녁 5시 50분 ~ 6시 30분 (40분)            |
| KBS 2TV   | 2023년 5월 29일 ~ 2024년 1월 21일   | 매일 저녁 6시 ~ 6시 40분 (40분)                 |
| KBS 2TV   | 2024년 1월 22일 ~ 2024년 5월 19일   | 매일 저녁 6시 ~ 6시 35분 (35분)                 |

### 주말
| 방송 채널 | 방송 기간                        | 방송 시간                       |
| --------- | -------------------------------- | ------------------------------- |
| KBS 2TV   | 1980년 12월 6일 ~ 1981년 2월 1일 | 주말 저녁 8시 ~ 8시 10분 (10분) |

## 앵커

### 메인

#### 남성
| 대수 | 진행자                    | 진행 기간                          | 비고  |
| ---- | ------------------------- | ---------------------------------- | ----- |
| 1대  | 김근복 前 아나운서        | 1987년 3월 2일 ~ 1988년 2월 25일   |       |
| 2대  | 손석기 前 아나운서        | 1988년 2월 29일 ~ 1989년 10월 1일  |       |
| 3대  | 이윤성 前 기자            | 1993년 5월 3일 ~ 1993년 7월 2일    |       |
| 4대  | 김광일 前 기자            | 1993년 7월 5일 ~ 1994년 2월 18일   |       |
| 5대  | 김종진 前 기자            | 1994년 2월 21일 ~ 1994년 10월 7일  |       |
| 6대  | 김종진 前 기자            | 1997년 3월 3일 ~ 1997년 10월 17일  | [ 1 ] |
| 7대  | 박선규 前 기자            | 1997년 11월 24일 ~ 1998년 10월 9일 |       |
| 8대  | 이광출 前 기자            | 1998년 10월 12일 ~ 1999년 8월 20일 |       |
| 9대  | 김진수 해설위원           | 1999년 8월 23일 ~ 2001년 11월 2일  | [ 2 ] |
| 10대 | 민경욱 前 기자            | 2001년 11월 5일 ~ 2004년 4월 30일  | [ 3 ] |
| 11대 | 엄경철 前 통합뉴스룸 국장 | 2004년 5월 3일 ~ 2007년 11월 2일   |       |
| 12대 | 박찬형 해설위원           | 2007년 11월 5일 ~ 2008년 3월 28일  |       |
| 13대 | 최동석 前 아나운서        | 2008년 3월 31일 ~ 2008년 11월 14일 |       |
| 14대 | 김재홍 아나운서           | 2016년 7월 25일 ~ 2017년 3월 30일  | [ 5 ] |
| 15대 | 임승창 경제부 기자        | 2019년 1월 1일 ~ 2019년 11월 21일  |       |
| 16대 | 이민우 기자               | 2023년 5월 29일 ~ 2023년 11월 13일 | [ 6 ] |
| 17대 | 김영민 기자               | 2023년 11월 14일 ~ 2024년 5월 16일 |       |

#### 여성
| 대수 | 진행자                                 | 진행 기간                          | 비고          |
| ---- | -------------------------------------- | ---------------------------------- | ------------- |
| 1대  | 윤영미 前 아나운서                     | 1989년 10월 5일 ~ 1991년 5월 17일  |               |
| 2대  | 이규원 前 아나운서                     | 1993년 5월 3일 ~ 1993년 7월 2일    |               |
| 3대  | 공정민 前 아나운서                     | 1993년 10월 18일 ~ 1994년 2월 18일 |               |
| 4대  | 황현정 前 아나운서                     | 1994년 2월 21일 ~ 1994년 10월 7일  |               |
| 5대  | 이규원 前 아나운서                     | 1994년 10월 10일 ~ 1996년 3월 1일  | [ 7 ]         |
| 6대  | 유정아 前 아나운서                     | 1996년 3월 4일 ~ 1997년 2월 28일   |               |
| 7대  | 황현정 前 아나운서                     | 1997년 3월 3일 ~ 1997년 11월 21일  | [ 8 ]         |
| 8대  | 황정민 아나운서                        | 1997년 11월 24일 ~ 1998년 1월 2일  |               |
| 9대  | 황유선 前 아나운서                     | 1998년 1월 5일 ~ 1998년 10월 9일   |               |
| 10대 | 이한숙 前 아나운서                     | 1998년 10월 12일 ~ 1999년 4월 30일 |               |
| 11대 | 황정민 아나운서                        | 1999년 5월 3일 ~ 2001년 4월 27일   | [ 9 ] [ 10 ]  |
| 12대 | 손미나 前 아나운서                     | 2001년 4월 30일 ~ 2001년 11월 2일  |               |
| 13대 | 황정민 아나운서                        | 2001년 11월 5일 ~ 2002년 11월 29일 | [ 11 ] [ 12 ] |
| 14대 | 공정민 前 아나운서                     | 2002년 12월 2일 ~ 2003년 9월 19일  | [ 13 ]        |
| 15대 | 지승현 前 아나운서                     | 2003년 9월 22일 ~ 2005년 4월 29일  |               |
| 16대 | 백승주 아나운서실 글로벌 사업본부 팀장 | 2005년 5월 2일 ~ 2006년 8월 25일   | [ 15 ]        |
| 17대 | 위서현 前 아나운서                     | 2006년 8월 28일 ~ 2007년 11월 2일  |               |
| 18대 | 조수빈 前 아나운서                     | 2007년 11월 5일 ~ 2008년 11월 14일 |               |
| 19대 | 정세진 아나운서                        | 2008년 11월 17일 ~ 2010년 5월 7일  |               |
| 19대 | 이윤희 기자                            | 2008년 11월 17일 ~ 2010년 5월 7일  |               |
| 20대 | 박은영 前 아나운서                     | 2016년 7월 25일 ~ 2017년 3월 30일  | [ 19 ]        |
| 21대 | 조수빈 前 아나운서                     | 2017년 4월 3일 ~ 2017년 8월 24일   | [ 21 ] [ 22 ] |
| 22대 | 신윤주 아나운서2부장                   | 2018년 2월 26일 ~ 2018년 12월 31일 | [ 23 ]        |
| 23대 | 박에스더 기자                          | 2019년 11월 25일 ~ 2020년 7월 2일  |               |
| 24대 | 이윤희 기자                            | 2020년 7월 6일 ~ 2023년 5월 25일   | [ 25 ] [ 26 ] |
| 25대 | 박지현 아나운서                        | 2023년 5월 29일 ~ 2024년 5월 16일  | [ 28 ] [ 29 ] |

### 서브
| 대수 | 진행자          | 진행 기간                        | 비고   |
| ---- | --------------- | -------------------------------- | ------ |
| 1대  | 옥유정 기자     | 2017년 4월 3일 ~ 2018년 4월 11일 |        |
| 2대  | 강성규 아나운서 | 2018년 4월 23일 ~ 2018년 5월 2일 |        |
| 3대  | 조항리 아나운서 |                                  |        |
| 4대  | 김희수 아나운서 | 2020년 2월 10일 ~ 2020년 7월 2일 |        |
| 5대  | 박태원 아나운서 | 2020년 7월 6일 ~ 2023년 2월 28일 | [ 31 ] |
| 6대  | 강성규 아나운서 | 2023년 3월 2일 ~ 2023년 4월 27일 | [ 32 ] |
| 7대  | 이광엽 아나운서 | 2023년 5월 1일 ~ 2023년 5월 25일 |        |

## 기상 캐스터
- 김규리 KBS 기상 캐스터

## 코너
| 코너명           | 진행자                                                        |
| ---------------- | ------------------------------------------------------------- |
| 오늘의 주요 뉴스 | 김영민 기자, 박지현 아나운서                                  |
| 뉴스 인사이트    | 월요일, 수요일 : 김영민 기자 화요일, 목요일 : 박지현 아나운서 |
| 경제합시다       | 김준범 기자                                                   |
| 이 시각 대한민국 |                                                               |
| 오늘의 영상      |                                                               |
| 날씨             | 김규리 기상 캐스터                                            |
| 클로징           | 김영민 기자, 박지현 아나운서                                  |

#### 오늘의 주요 뉴스
주요 뉴스 코너. 

#### 뉴스 인사이트
이슈 대담 코너. 월요일, 수요일에는 김영민 기자가 각 부서 평기자와 대담하고 화요일, 목요일에는 박지현 아나운서가 통합뉴스룸 해설위원과 대담했다. 2024년 2월 29일부터 매주 목요일에는 한 주간의 문화계 소식을 짚어보는 '뉴스 인사이트 주간 문화'로 방송했다.

#### 경제합시다
경제 뉴스 코너. 김준범 기자가 진행했다.

#### 이 시각 대한민국
대한민국 현지 CCTV 카메라 영상 코너.

#### 오늘의 영상
뉴스 속 영상 코너.

#### 날씨
기상 정보 코너.

## 타이틀 변천사
| 기수 | 프로그램 타이틀  | 방송 기간                           |
| ---- | ---------------- | ----------------------------------- |
| 1기  | KBS 8시 뉴스     | 1980년 12월 1일 ~ 1981년 2월 1일    |
| 2기  | KBS 7시 뉴스     | 1981년 2월 2일 ~ 1981년 4월 3일     |
| 3기  | KBS 뉴스         | 1981년 4월 6일 ~ 1982년 1월 22일    |
| 4기  | KBS 뉴스쇼       | 1982년 9월 20일 ~ 1983년 3월 22일   |
| 5기  | KBS 2TV 뉴스센터 | 1987년 3월 2일 ~ 1989년 10월 1일    |
| 6기  | KBS 2TV 뉴스     | 1989년 10월 5일 ~ 1993년 4월 30일   |
| 7기  | KBS 뉴스쇼       | 1993년 5월 3일 ~ 1994년 2월 18일    |
| 8기  | KBS 뉴스비전     | 1994년 2월 21일 ~ 1997년 2월 28일   |
| 9기  | 8시 뉴스파노라마 | 1997년 3월 3일 ~ 1997년 10월 17일   |
| 10기 | KBS 뉴스 8       | 1997년 10월 20일 ~ 1997년 11월 21일 |
| 11기 | KBS 뉴스파노라마 | 1997년 11월 24일 ~ 1998년 10월 9일  |
| 12기 | KBS 뉴스 8       | 1998년 10월 12일 ~ 1999년 4월 30일  |
| 13기 | 뉴스투데이       | 1999년 5월 3일 ~ 2001년 11월 2일    |
| 14기 | KBS 뉴스 7       | 2001년 11월 5일 ~ 2002년 10월 25일  |
| 15기 | KBS 뉴스 8       | 2002년 10월 28일 ~ 2004년 4월 30일  |
| 16기 | KBS 8 뉴스타임   | 2004년 5월 3일 ~ 2008년 3월 28일    |
| 17기 | KBS 6 뉴스타임   | 2008년 3월 31일 ~ 2008년 11월 14일  |
| 18기 | KBS 8 뉴스타임   | 2008년 11월 17일 ~ 2010년 5월 7일   |
| 19기 | KBS 6시 뉴스타임 | 2016년 7월 25일 ~ 2017년 3월 30일   |
| 20기 | KBS 경제타임     | 2017년 4월 3일 ~ 2020년 7월 2일     |
| 21기 | 통합뉴스룸ET     | 2020년 7월 6일 ~ 2023년 5월 25일    |
| 22기 | KBS 뉴스 6       | 2023년 5월 29일 ~ 2024년 5월 16일   |

## 결방
- 2023년 6월 6일 : 현충일로 인해 결방
- 2023년 7월 24일 : 2023 FIFA 여자 월드컵 H조 조별 리그 독일 vs 모로코 중계 방송 편성으로 인해 결방
- 2023년 8월 3일 : 2023 FIFA 여자 월드컵 편성으로 인해 결방
- 2023년 8월 10일 : KBS 1TV 태풍 카눈 관련 KBS 뉴스특보 편성으로 인해 결방
- 2023년 8월 15일 : 광복절 연휴로 인해 결방
- 2023년 9월 21일 : 《2023 서울 드라마 어워즈》 편성으로 인해 결방
- 2023년 9월 25일 ~ 2023년 10월 8일 : 《2022 항저우 아시안 게임》, 추석으로 인해 결방
- 2023년 10월 9일 : 한글날로 인해 결방
- 2023년 10월 26일 : 《2023 KBO 포스트시즌 준플레이오프 NC다이노스 VS SSG랜더스》 중계 방송 편성으로 인해 결방
- 2023년 10월 31일 : 《2023 KBO 포스트시즌 플레이오프 NC 다이노스 VS KT 위즈》 중계 방송 편성으로 인해 결방
- 2023년 12월 11일 : 《KBO 골든글러브 시상식》 편성으로 인해 결방
- 2023년 12월 25일 : 성탄절로 인해 결방
- 2024년 1월 1일 : 신정으로 인해 결방
- 2024년 2월 12일 : 설날 대체 연휴로 인해 결방
- 2024년 2월 21일 : 《2024 세계 탁구 선수권 대회》 중계 방송 편성으로 인해 결방
- 2024년 4월 10일 : 《주말 드라마 미녀와 순정남 (재방송)》 편성으로 인해 결방
- 2024년 5월 6일 : 《어린이날》 대체 연휴로 인한 결방
- 2024년 5월 15일 : 《부처님오신날》 연휴로 인한 결방

## 시보 광고
| 광고 기간                          | 광고주                   |
| ---------------------------------- | ------------------------ |
| 1994년 2월 21일 ~ 1997년 2월 28일  | 데이콤                   |
| 1997년 3월 3일 ~ 1997년 10월 17일  | 삼성전자, 현대전자       |
| 1997년 10월 20일 ~ 1998년 2월 13일 | 서울우유                 |
| 1998년 10월 12일 ~ 1999년 1월 29일 | LG전자                   |
| 1999년 2월 1일 ~ 2001년 11월 2일   | 매일유업                 |
| 2001년 11월 5일 ~ 2002년 3월 1일   | KBS 2TV 저녁 7시 시보    |
| 2002년 3월 4일 ~ 2002년 10월 25일  | 삼성카드                 |
| 2002년 10월 28일 ~ 2002년 11월 1일 | KBS 2TV 저녁 8시 시보    |
| 2002년 11월 4일 ~ 2003년 6월 20일  | 쿠쿠전자                 |
| 2003년 6월 23일 ~ 2004년 4월 30일  | 소니 코리아              |
| 2006년 6월 12일 ~ 2007년 12월 31일 | 농협생명                 |
| 2016년 8월 1일 ~ 2016년 9월 1일    | 농협                     |
| 2024년 1월 22일 ~ 2024년 2월 28일  | 농심 라이필 관절에쎈크릴 |
| 2024년 3월 4일 ~ 2024년 4월 4일    | 우리은행                 |

## 경쟁 프로그램
- KBS 뉴스 7 (KBS 1TV)
- 5 MBC 뉴스 (MBC TV)
- SBS 오 뉴스 (SBS TV)